# Serris
Serris is een gemeente in het Franse departement Seine-et-Marne (regio Île-de-France) en telt 2320 inwoners (1999). De plaats maakt deel uit van het arrondissement Torcy en is een van de 26 gemeenten van de nieuwe stad Marne-la-Vallée. De plaats ligt net ten zuiden van Disneyland Resort Paris.

## Geografie
De oppervlakte van Serris bedraagt 5,6 km², de bevolkingsdichtheid is 414,3 inwoners per km².
De onderstaande kaart toont de ligging van Serris met de belangrijkste infrastructuur en aangrenzende gemeenten.

## Demografie
Onderstaande figuur toont het verloop van het inwonertal (bron: INSEE-tellingen).